# Els Guardians de la Galàxia
|  | Est article tracta sobre la sèrie d'animació emesa per RTVV; per als personatges de Marvel, vegeu Guardians of the Galaxy. |

Els Guardians de la Galàxia (The Adventures of the Galaxy Rangers) és una sèrie d'animació emesa per Canal 9 durant l'any 1990 i per Punt 2 en 1998.
Produïda als Estats Units d'Amèrica per Gaylord Entertainment Company i animada al Japó per TMS Entertainment, Galaxy Rangers va ser el primer space western animat de la dècada de 1980, seguit per BraveStarr i Saber Rider and the Star Sheriffs (ambdós del 1987): la primera temporada es va emetre en redifusió televisiva en Amèrica del Nord entre setembre i desembre de 1986 i, al suspendre la realització de la segona temporada, la trama de la sèrie quedà inconclusa després de seixanta-cinc capítols produïts (un nombre habitual d'episodis per a una tongada de l'època, equivalent a tres mesos d'emissió).
| «                         | A l'any 2086, dos pacífics aliens van aplegar a la Terra per demanar-nos ajuda; a canvi, ens van donar els plànols per al nostre primer hiperconductor, amb el qual la humanitat ha pogut viatjar més enllà de les estrelles. Per això s'ha format un equip d'individus molt especials, amb la missió de protegir la Terra i els nostres aliats: es tracta de pioners valents, partidaris dels ideals de justícia i destinats a defendre la llei i l'orde per les noves fronteres. Estes són les aventures dels Guardians de la Galàxia! | » |
| — introducció de la sèrie | |   |

No obstant això, els drets de redifusió es varen vendre a altres països i la sèrie va ser doblada a l'alemany, castellà, portugués brasiler o valencià, aquest últim amb les veus d'Albert Forner i Diego Braguinsky com a Zachary Foxx i Doc Hartford, respectivament. L'any 2004 la sèrie va eixir publicada en DVD i, en 2012, en Blu-ray, cap d'ells sense les pistes d'àudio valencianes.